# Läggesta
Läggesta är en järnvägsstation mellan Strängnäs och Nykvarn på Svealandsbanan. Stationen, som har fått sitt namn efter en före detta by i Kärnbo socken, ligger invid Mälaren och E20, mellan Mariefred och Åkers styckebruk i Strängnäs kommun. Från Läggesta station går regelbundet bussar till och från Mariefred, Stallarholmen och Åkers Styckebruk. Vid stationen stannar även bussar till och från Strängnäs, Södertälje och Gnesta, samt en direktbuss till Eskilstuna. Sörmlandsleden passerar vid Läggesta. Intill Läggesta, i riktning mot Mariefred, ligger det växande bostadsområdet Marielund.

## Läggesta by
Läggesta by har bestått av tre gårdar, som på en karta från 1719 benämns som Opgården, Millangården och Lillgården. De fanns kvar under 1800-talets senare hälft. I början av 1970-talet fanns bara en av gårdarna, Oppgården, kvar. Byn har haft två soldattorp, som låg nära bron över vattendraget som förband Mälaren med sjön Bondkroken. Den första bron anlades 1604. Tidigare hade trafiken skötts med färja. Öster om bron fanns ett utskeppningsställe för järn från Skeppsta bruk i Åker och Forsbro i Gåsinge socken. De bägge bruken hade även magasin på platsen. Det området, som ligger vid en udde i Mälaren, heter fortfarande Malmudden. På den östra sidan av bron fanns ett värdshus, Läggesta gästgivaregård, som tidigare hette Sätra krog. Värdshuset, ett kronoskattehemman som lydde under Stora Sundby fick privilegier av Kommerskollegium år 1693. Värdshusets skjutsskyldigheter uppförde år 1909. Värdshuset brann omkring år 1970 men byggdes upp igen och inrymmer numera företagslokaler.

## Läggesta Nedre

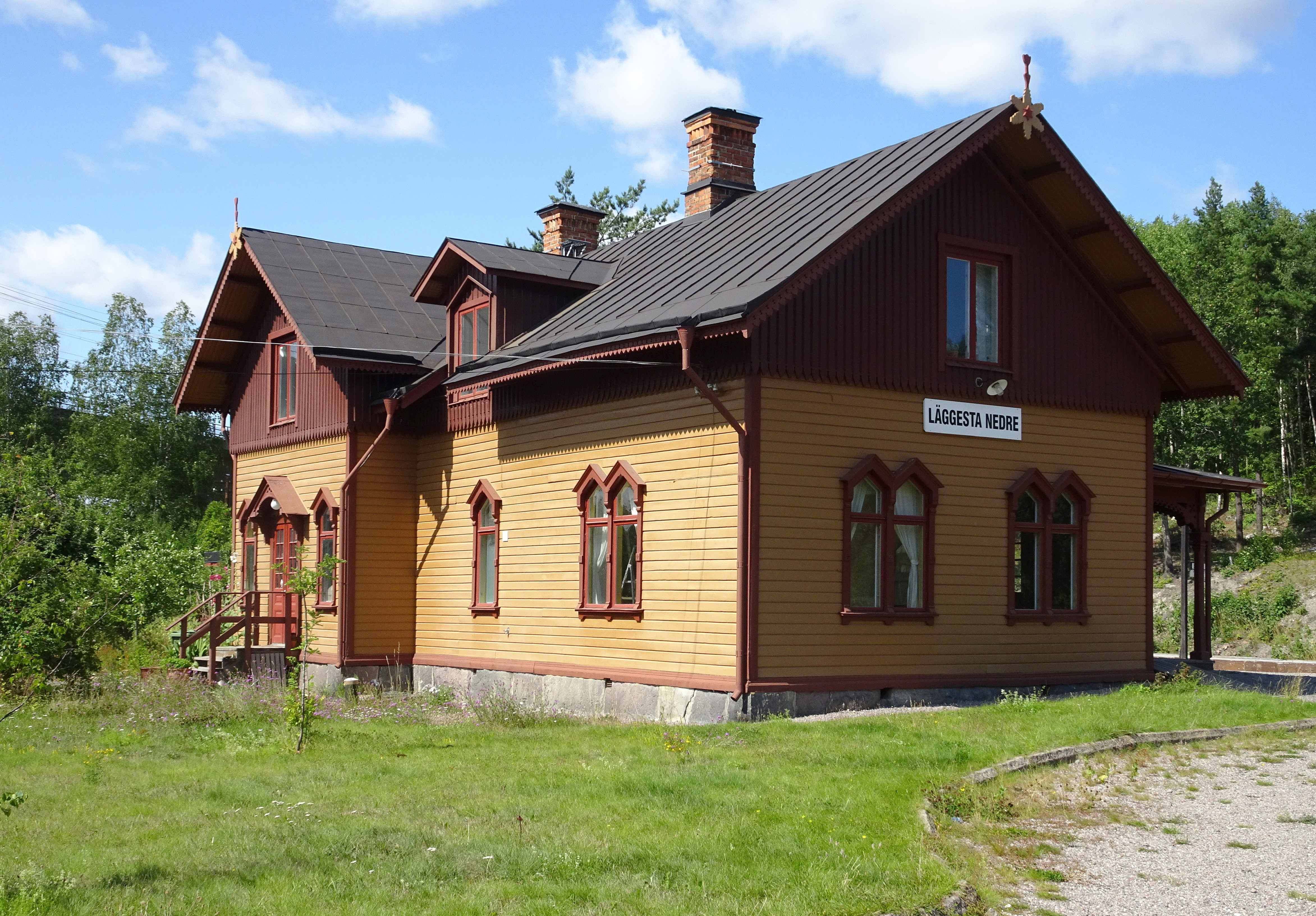
Läggesta Nedre station, augusti 2019.

Den ursprungliga järnvägsstationen låg vid Norra Södermanlands järnväg (även kallad Eskilstunabanan) som invigdes 1895. Persontrafiken upphörde januari 1994 på Norra Södermanlands Järnväg, i samband med att byggandet av Svealandsbanan tog fart, som skulle ersätta Norra Södermanlands Järnväg. Det gamla stationshuset ligger praktiskt taget under den nya järnvägsviadukten på Svealandsbanan och kallas numera Läggesta Nedre. År 1997 blev den slutstation på den smalspåriga (600 mm) museijärnvägen Östra Södermanlands Järnväg, som går mellan Mariefred och Läggesta. På gamla Norra Södermanlands Järnvägs sträckning Läggesta-Taxinge Näsby körde ÖSIJ normalspårig rälsbuss Y7 under åren 1999–2008. 
År 2008–2011 byggdes sträckan om från 1435 mm normalspår till 600 mm smalspår, och kontaktledningstolparna togs bort. Den 25 maj 2011 invigdes den ombyggda sträckan mellan Läggesta Nedre och Taxinge-Näsby station av kung Carl XVI Gustaf.

## Tänkbart område för en ny stad
I den bostadspolitiska debatten under regeringen Löfven har Läggesta nämnts som en möjlig lokalisering av en ny stad. Detta som dellösning på bostadsbristen.